# 류트를 연주하는 커룹
《류트를 연주하는 커룹》(이탈리아어: Angelo che suona il liuto, 영어: Cherub Playing a Lute) 또는 《음악의 커룹》(이탈리아어: Angiolino musicante, 영어: Musical Cherub)은 로소 피오렌티노가 1521년에 판넬에 유채로 그린 그림으로, 현재는 피렌체의 우피치 미술관에 소장되어 있다. 작품에는 "Rubeus Florentinus"라는 서명이 있으며, 날짜도 함께 적혀 있으나 명확하지 않아 대체로 1521년으로 추정된다.
이 그림은 1605년 6월 29일 우피치의 트리뷰나에 수장되었으며, 이 시점부터 이 작품은 로소 피오렌티노의 작품으로 여겨지기 시작했다. 그러나 1635년~1638년, 1704년, 1853년의 소장품 목록에서는 이 작품을 도메니코 베카푸미의 작품으로, 1784년 목록에서는 프란체스코 반니의 작품으로 잘못 기록했다. 이후 1825년의 목록에서 현재의 로소 피오렌티노의 작품으로 다시 수정되었다.
프란체스코 반니는 아시아노의 성 아가타 성당에 있는 한 제단화의 하단에 이 작품을 인용하여 류트를 연주하는 천사를 묘사하기도 했다. 이 제단화는 대략 1600년경에 제작된 것으로 추정된다.

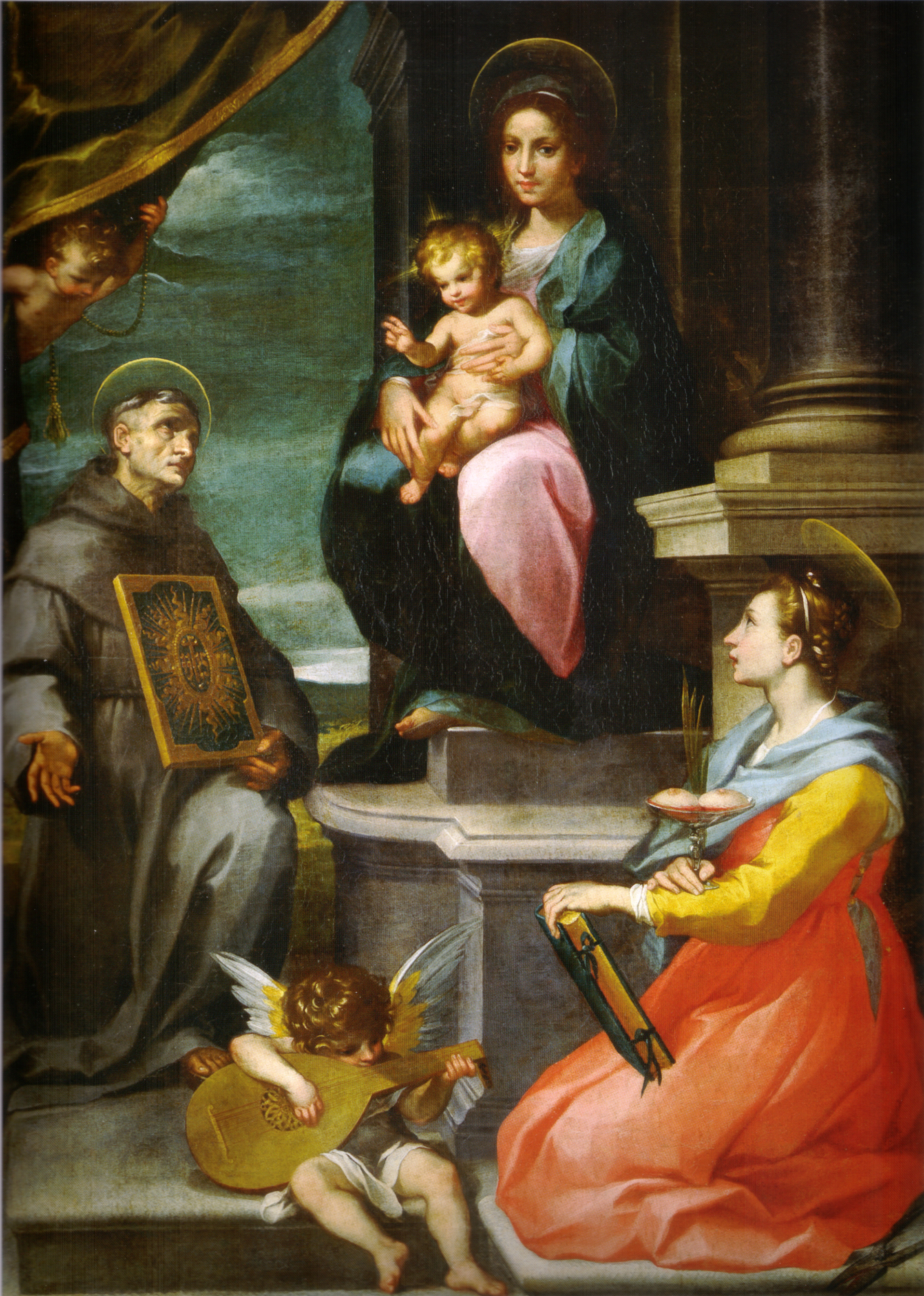
프란체스코 반니가 그린 제단화, 1600년경

## 설명
날개 달린 지천사(커룹)는 자신보다도 더 커 보이는 악기, 즉 류트에 몸을 기대어, 애정 어린 표정으로 몰입하여 연주하고 있다. 날개, 볼, 코끝에 붉은 색이 살짝 얹혀 있어 색채 구성에 생기를 불어넣는데, 이 구성은 피부와 날개 깃털의 차가운 색조와 악기 목재의 따뜻한 색조가 교차하며 이루어져 있다. 다소 제멋대로인 곱슬머리에서는 작가의 비전통적이고 개성 넘치는 성향이 드러난다. 특히 주목할 만한 점은 빛의 효과를 다루는 솜씨로, 예를 들어 왼쪽 날개(그림자 진 쪽) 맨 위쪽에 긴 흰색 붓질 하나로 묘사된 날개의 얇은 옆모습은 은은하게 빛을 머금고 있다.

## 참고 문헌
- Antonio Natali, Rosso Fiorentino, Silvana Editore, Milano, 2006, ISBN 88-366-0631-8
- Elisabetta Marchetti Letta, Pontormo, Rosso Fiorentino, Scala, Firenze, 1994, ISBN 88-8117-028-0
- Gloria Fossi, Uffizi, Giunti, Firenze, 2004, ISBN 88-09-03675-1